# Бальмамьон, Франко
Франко Бальмамьон (итал. Franco Balmamion; род. 11 января 1940, Ноле, Пьемонт) — итальянский шоссейный велогонщик, выступавший на профессиональном уровне в период 1960—1972 годов. Двукратный победитель «Джиро д’Италия» (1962, 1963), чемпион Италии в групповой гонке (1967), победитель и призёр многих других крупных гонок своего времени.

## Биография
Франко Бальмамьон родился 11 января 1940 года в коммуне Ноле провинции Турин, Италия.
Дебютировал в шоссейном велоспорте на профессиональном уровне в 1960 году, присоединившись к команде Bianchi. В следующем сезоне в её составе стал третьим на «Джиро дель Эмилия» и «Гран-при д’Орте», впервые принял участие в супервеломногодневке «Джиро д’Италия» — благополучно преодолел все этапы, закрыв в итоговой генеральной классификации двадцатку сильнейших.
В 1962 году в составе команды Carpano одержал победу в генеральной классификации «Джиро д’Италия». Также выиграл «Джиро дель Аппеннино» и «Милан — Турин», был вторым на «Туре Швейцарии», третьим на «Тре Валли Варезине», десятым в зачёте «Супер Престиж Перно».
В 1963 году вновь победил на «Джиро д’Италия», выиграл «Чемпионат Цюриха», финишировал третьим на «Джиро дель Венето» и седьмым на «Милан — Сан-Ремо». Также в этом сезоне впервые принял участие в «Тур де Франс», однако в ходе третьего этапа сошёл с дистанции.
Сезон 1964 года провёл в команде Cynar-Frejus. Показал второй результат на «Туре Швейцарии» и «Гран-при ду Паризьен» (вместе с Рольфом Маурером и Вернером Вебером), третий результат на «Джиро дель Аппеннино», седьмой результат на «Туре Романдии» и восьмой результат на «Джиро д’Италия».
Начиная с 1965 года представлял команду Sanson. В этом сезоне стал третьим на «Милан — Сан-Ремо», «Джиро дель Лацио», «Генуя – Ницца», пятым на «Джиро д’Италия», восьмым на шоссейном чемпионате мира в Сан-Себастьяне.
В 1966 году был четвёртым на «Туре Швейцарии», шестым на «Джиро д’Италия», восьмым на «Милан — Сан-Ремо» и «Тиррено — Адриатико».
Присоединившись к команде Molteni, в 1967 году одержал победу в зачёте итальянского национального первенства по шоссейному велоспорту, которое разыгрывалось в рамках гонки «Джиро ди Тоскана». Помимо этого, занял второе и третье места в генеральных классификациях «Джиро д’Италия» и «Тур де Франс» соответственно, стал вторым на «Джиро ди Романья», пятым в «Супер Престиж Перно», восьмым на «Туре Романдии».
На «Джиро д’Италия» 1968 года занял итоговое седьмое место.
В период 1969—1970 годов состоял в команде Salvarani. С ней ещё дважды участвовал в «Тур де Франс» и один раз в «Джиро д’Италия», но уже финишировал за пределами десятки сильнейших. Выиграл пятый разделочный этап многодневной гонки «Париж — Ницца», стал третьим на домашней однодневке «Джиро дель Пьемонте».
Последний раз показывал сколько-нибудь значимые результаты в шоссейном велоспорте в сезоне 1972 года, когда в составе команды Scic в 11 раз стартовал на «Джиро д’Италия» — занял в генеральной классификации 38 место. Вскоре по окончании этого сезона принял решение завершить карьеру профессионального велогонщика.